# Delia inconspicua
Delia inconspicua este o specie de muște din genul Delia, familia Anthomyiidae. A fost descrisă pentru prima dată de Huckett în anul 1924. Conform Catalogue of Life specia Delia inconspicua nu are subspecii cunoscute.